# Fernando Arias González
Fernando Arias González (Madrid, 27 de febrero de 1952) es un antiguo diplomático español, elegido en octubre de 2017 para asumir la dirección general de la Organización para la Prohibición de las Armas Químicas. De 2012 a 2014 fue embajador representante permanente de España ante las Naciones Unidas y posteriormente asumió la representación diplomática en los Países Bajos.

## Biografía
Licenciado en Derecho por la Universidad Complutense de Madrid, accedió a la carrera diplomática en 1979. Fue segundo jefe de las embajadas españolas en México, Argentina hasta que en julio de 1998 fue nombrado embajador de España en Mauritania. En septiembre de 2000 pasó a ocupar el puesto de director del Departamento de Protocolo de la Secretaría General de la Presidencia del Gobierno. En octubre de 2004 fue designado embajador de España en la República de Bulgaria y, posteriormente, segundo jefe en la Embajada de España en China. Tras su destino en Pekín, en febrero de 2012 fue nombrado embajador ante las Naciones Unidas en su sede neoyorquina, sustituyendo a Juan Pablo de Laiglesia. En febrero de 2014 fue nombrado embajador de España en los Países Bajos.
En octubre de 2017 fue propuesto para asumir la dirección general de la Organización para la Prohibición de las Armas Químicas por el Consejo Ejecutivo de la misma. La presentación de su candidatura se efectuó por consenso tras haber superado la criba de tres votaciones anteriores en la que se descartaron los nombres presentados por Hungría, Lituania, Dinamarca, Corea del Sur, Burkina Faso e Irak. El nombramiento efectivo será efectivo el 30 de noviembre durante la Conferencia de Estados en la que se dan cita sus 192 miembros. Sucederá al turco Ahmet Uzumcu, que llevaba ocho años en el cargo.
Entre las responsabilidades de la OPAQ se encuentra el seguimiento de la situación en Siria. Arias ha explicado sus "dudas" sobre que Siria haya declarado todas las armas químicas que posee.